# Hildegard Behrens
Hildegard Behrens (Varel, Alemanha, 9 de fevereiro de 1937 – Tóquio, 18 de agosto de 2009) foi uma soprano alemã de vasto repertório que abrangia desde óperas de Mozart a Alban Berg,  destacando-se sobretudo como uma das mais aclamadas intérpretes de obras de Wagner e Richard Strauss dos anos 1970 a 90.

## Biografia

### Juventude e início de carreira
Hildegard Behrens nasceu em Varel, Alemanha, caçula dentre os sete filhos de dois médicos apreciadores de música. Seu pai compunha música e tocava violoncelo, e ela e seus cinco irmãos aprenderam cedo a tocar piano e violino. Entretanto, Behrens adentrou na Universidade de Freiburg para estudar direito, onde se graduou, atuando por algum tempo na advocacia antes de decidir seguir seriamente a carreira musical. Começou a tomar lições de canto a partir do terceiro ano da graduação e, ainda na faculdade, participou do coro estudantil. Na Academia de Música de Freiburg, passou a estudar canto primeiramente com Ines Leuwen.
Fez seu debute profissional em 1971 como a Condessa de As Bodas de Fígaro na cidade natal, aprimorando-se em várias casas de ópera da Alemanha num vasto repertório lírico com papéis como Fiordiligi (Così fan Tutte), Kát'a Kabanová (da obra homônima de Janácek) e Ágata (Der Freischütz) antes de adentrar no repertório wagneriano de soprano lírica.. No ano seguinte, tornou-se membro da Deutsche Oper am Rhein em Düsseldorf. Sua carreira começou incomumente tarde para a média das sopranos, debutando já com 34 anos, mas sua ascensão para o estrelato foi relativamente rápida, e a carreira de Behrens, com sua voz de grande potência, logo se foi encaminhando para papéis mais dramáticos e especialmente Wagner, como a Leonore de Fidelio, na qual debutou em 1975, em Zurique.
Em abril de 1976, apareceu no Covent Garden como Leonore (Fidelio) com grande êxito. Em 15 de outubro de 1976, Behrens fez sua estréia nos Estados Unidos, no Metropolitan Opera, como Giorgetta, do Il Tabarro da trilogia Il Trittico de Puccini. Foi em 1977, ouvida em um ensaio da Marie de Wozzeck, papel que se tornaria bastante associado a ela, que Herbert von Karajan conheceu a soprano em Düsseldorf e a convidou para cantar Salomé na nova produção dele, em Salzburgo, a ser apresentada em 1977. Sua performance foi triunfante, levando-a a gravar mais tarde o papel em estúdio com Karajan.

### Auge da carreira
Em 1980-1981, a soprano gravou uma hoje famosa Tristan und Isolde com o maestro Leonard Bernstein, dando à luz sua filha em meio às sessões de gravação. Sua carreira discográfica continuou a crescer nos anos seguintes. Embora criticada por alguns, pela comparação com as grandes divas wagnerianas do passado, Birgit Nilsson e Kirsten Flagstad, Behrens conquistou grande admiração das platéias em todo o mundo, assim como de vários maestros e críticos 
Em 1983, Behrens fez sua primeira Brünnhilde em Bayreuth, sob a regência de Sir Georg Solti, em um debute aclamadíssimo. A partir de então, ela se tornaria a intérprete de referência da heroína wagneriana nas casas de ópera do mundo inteiro, notabilizando-se para o público e a crítica pela feminilidade, profundidade dramática e dotes cênicos. Embora célebre sobretudo pelas suas interpretações wagnerianas e straussianas, Behrens firmou-se no cenário lírico internacional cantando também papéis como Donna Anna  (Don Giovanni), Tosca, Elettra (Idomeneo), Emilia Marty (O Caso Makropoulos) e Ágata (Der Freischütz).

### Anos 90 e 2000
Em 1990, a soprano se feriu gravemente durante a cena final de Götterdämmerung no Metropolitan Opera, devido à queda prematura do castelo do Valhalla sobre sua cabeça, o que, segundo Behrens, lhe "custou três anos da minha carreira e da minha vida". O acidente modificou sua vida, fazendo-a se tornar vegetariana, abandonar o álcool e iniciar um regime de exercícios e dieta, para aliviar a pressão sobre a coluna, que fora danificada.
Behrens continuou a carreira, debutando como Cassandra, da Les Troyens de Berlioz, e cantando sua primeira Kundry (Parsifal) em concerto em 1997-1998 e, nos palcos, em 2000-2001. Também em 2001 debutou como Kostelnicka (Jenufa) no Festival de Salzburgo. Behrens continuou a atuar também em seus papéis mais consagrados e, principalmente, em recitais e concertos das Américas até o Japão. Contudo, a instabilidade vocal que já havia surgido nos anos 80, que a levava a alternar performances de alto nível com outras preocupantes, tornou-se mais frequente nos anos 90, embora, em seus melhores dias, ela ainda obtivesse grandes êxitos, em especial suas Elektra no Metropolitan Opera, em 1994, e em turnê européia, em 1996.

## Premiações
- 3 Prêmios Grammy por Melhor Gravação de Ópera: Die Walküre, de Richard Wagner, com regência de James Levine, em 1989; Götterdämmerung, também de Wagner, em 1991, sob Levine; e Die Frau ohne Schatten, em 1992, sob regência de Georg Solti[11]
- Sonning Award (1998; Dinamarca)